# Skrot
Skrot eller scrap er et udtryk, som oftest bruges i forbindelse med gammelt jern- og metalaffald, som kan anvendes til recirkulering efter omsmeltning. 
Det omtalte jern- og metalaffald samt andet fast affald stammer blandt andet fra gamle ophuggede biler, skibe, kabler, elektronik og andet. Affaldet bliver samlet på skrotpladser før eksport eller omsmeltning i Danmark.
Stålvalseværket i Frederiksværk er storaftager af jernskrot til omsmeltning.